# Marilena Bocu
Marilena Bocu (sau Marilina Bocu) a fost una dintre cele trei prime femei primar din România, alături de Luiza Zavloschi din Buda, județul Vaslui și Elena Eisenberg din Cobia, județul Dâmbovița.

## Biografie
De origine din Sinaia, Marilena Bocu a fost soția politicianului țărănist, deputatului și ministrului Sever Bocu, alături de care a locuit la Lipova. Cunoscută colecționară și organizatoare de expoziții de artă tradițională, țesături și broderii, Bocu a fost o animatoare a vieții sociale și culturale din Lipova. A fost președinta filialei de Cruce Roșie din oraș, scriitoare și recitatoare în cadrul diverselor evenimente literare și muzicale. În 1923, Marilena Bocu a organizat o expoziție itinerantă de broderii și țesături românești în mai multe metropole din Statele Unite ale Americii.
O expoziție similară, organizată de ea în 1925, cu ocazia unui eveniment politic internațional desfășurat la Washington, s-a bucurat de mare succes.
Militantă pentru drepturile românilor din Banat, Bocu a mers în fruntea delegaților din cele trei județe bănățene și a participat la Marea Adunare Națională de la Alba Iulia.
În anul 1930 a fost aleasă în funcția de primar al orașului Lipova din județul Arad, pe lista Partidului Național-Țărănesc, în urma alegerilor locale din acel an, în care femeile au putut vota și candida pentru prima dată în istoria României.